# Trafic (film)
Trafic is een speelfilm van de Franse regisseur Jacques Tati uit 1971.

## Verhaal
Monsieur Hulot is werkzaam bij het Franse bedrijf Altra, dat de zogenaamde 'caravan van de toekomst' bouwt, een kampeerauto gebaseerd op de Renault 4. In deze speelfilm volgen de kijkers zijn reis van Parijs naar de Autorai in Amsterdam. Onderweg raakt hij in allerhande verkeersproblemen. Hij wordt op afstand gevolgd door de pr-medewerkster van het bedrijf, gespeeld door Maria Kimberly.

## Rolverdeling
| Acteur                | Personage           |
| --------------------- | ------------------- |
| Jacques Tati          | meneer Hulot        |
| Maria Kimberly        | Maria               |
| Marcel Fraval         | Marcel              |
| Honoré Bostel         | directeur van Altra |
| François Maisongrosse | verkoper van Altra  |
| Tony Kneppers         | monteur             |

## Stijl
In de speelfilm zien we enerzijds het typische kenmerk van Tati terug - grappen spelen zich vaak af op de achtergrond van een scène. In veel scènes zijn slachtoffers te zien die door een misverstand in opperste verwarring zijn achtergebleven. Soms gebruikt regisseur Tati nadrukkelijk het element slapstick. Dit is met name het geval wanneer Hulot onbedoeld een enorme verkeerschaos veroorzaakt. Vaak is ook de medewerking van co-auteur Bert Haanstra zichtbaar. Dit is vooral het geval wanneer Tati het 'onbespiede' gedrag van automobilisten filmt. In de speelfilm opgenomen scènes van neuspeuterende automobilisten doen sterk denken aan de film Alleman van Bert Haanstra.
In deze film zijn televisiebeelden te zien van de afdaling van de maanlander Eagle van Apollo 11. Even later spelen enkele personages in de film de maanwandelende astronauten Neil Armstrong en Edwin Aldrin na, waarbij ze opvallend traag bewegen, alsof ze op de bodem van een met olie gevuld zwembad lopen.